# 陳同善
陳同善（？—？），中國清朝官員，陝西三原人。
陳同善為康熙五十六年（1726年）丁酉科舉人。雍正九年（1731年）擔任台灣府彰化縣知縣，曾與雍正十二年（1734年）前後署鳳山縣知縣事。雍正十三年（1735年）陞任福寧府通判。